# Heinrich von Prittwitz und Gaffron
Heinrich von Prittwitz und Gaffron (1889 – gesneuveld in 1941) was een Duits militair. Hij bracht het tot luitenant-generaal der Cavalerie en sneuvelde in Noord-Afrika. Hij was de zoon van admiraal Bernhard Otto Curt von Prittwitz und Gaffron.

## Het geslacht von Prittwitz und Gaffron
De familie von Prittwitz und Gaffron bracht meerdere hoge militairen voort.
- Generaal der Infanterie Maximilian Wilhelm Gustav Moritz von Prittwitz und Gaffron (27 november 1848 - 29 maart 1917). Bevelhebber van het 8e Leger in Oost-Pruisen in 1918
- Admiraal Bernhard Otto Curt von Prittwitz und Gaffron

## Militaire loopbaan
- Fahnenjunker: april 1908[2][5]
- Fähnrich: 19 november 1908[2]
- Leutnant: 19 augustus 1909 (met bevorderingsakte van 17 augustus 1907)[2][5]
- Oberleutnant: 27 januari 1915[2][5]
- Rittmeister: 18 december 1916[2][5]
- Major: 1 februari 1930[2][5]
- Oberstleutnant: 1 april 1934[2][5]
- Oberst: 1 januari 1936[2][5]
- Generalmajor: 1 oktober 1939[2][5]
- Generalleutnant: 1 april 1941 (Postuum)[2][5]

## Decoraties
- IJzeren Kruis 1914, 1e Klasse[5][2] en 2e Klasse[5][2]
- Herhalingsgesp bij IJzeren Kruis 1939, 1e Klasse[2] en 2e Klasse[2]
- Panzerkampfabzeichen in zilver in 1939
- Zilveren medaille voor Dapperheid in 1941 (Postuum, door generaal Italo Gariboldi gepresenteerd, Gouverneur-generaal in Libië, in de naam van Koning Vittorio Emanuele III)[2]
- Erekruis voor Frontstrijders in de Wereldoorlog in 1934[2]
- Dienstonderscheiding van Leger en Marine voor (25 dienstjaren)[2]
- IJzeren Halve Maan[2]
- Hospitaalorde van Sint-Jan (balije Brandenburg)
- Rechtsridder[2]
- Kruis voor Trouwe Dienst (Schaumburg Lippe)[2]